# Felix Reinsdorf
Felix Reinsdorf (* 3. August 1858 in Leipzig; † 16. April 1932 in Bärenfels bei Altenberg) war ein deutscher Konsul, Geschäftsträger des deutschen Konsulats in Korea, Taiwan und Vietnam.

## Leben und beruflicher Werdegang
Felix Reinsdorf verbrachte seine Jugend in Leipzig. Hier besuchte er das damalige Nicolai-Gymnasium, die Alte Nikolaischule (Leipzig), das er zu Ostern 1878 mit dem Abitur abschloss. Danach absolvierte er ab Oktober 1878 seinen Militärdienst als Einjährig-Freiwilliger. Bereits zu dieser Zeit hatte er sich als Student an der Universität Leipzig eingeschrieben und studierte hier Rechtswissenschaften, Theologie und orientalische Sprachen. Während der Studienzeit wechselte er nach Zürich und wurde im November 1892 zum Sekonde-Lieutnant befördert. Mit seinem Studienabschluss 1883 begann er eine Beschäftigung im Ausland. Er war mit einem Patent vom 24. November 1892 Leutnant der Landwehr im Landwehr-Bezirk I Leipzig der sächsischen Armee (Stand 1914).

## Einsatz in China und Korea
So erfolgte im März 1883 die Einberufung von Felix Reinsdorf in das Auswärtige Amt. Sein erster Einsatz führte ihn noch im gleichen Jahr als Dolmetscher an die preußische Gesandtschaft nach Peking. Hier war der Geschäftsträger der Gesandtschaft Max von Brandt sein Vorgesetzter. Nach zwei Jahren erhielt Reinsdorfs eine Versetzung an das preußische Konsulat nach Korea. Seinen Dienstsitz hatte er ab 1885 in Seoul. Nach einer sehr kurzer Einarbeitungszeit erhielt er eine kommissarische Beschäftigung und vertrat zeitweilig den dort tätigen Vizekonsul Hermann Budler. Anfang 1886 wechselte Reinsdorf nach Hongkong und war dort ab Sommer 1886 für ein Jahr mit der kommissarischen Leitung des Konsulats betraut. Von dort aus tat er Dienst in Canton und kehrte im Oktober 1887 wieder an das Konsulat nach Seoul zurück. Fünf Jahre später erhielt er im Februar 1892 den Charakter als Vizekonsul und legte 1896 die konsularische Prüfung ab. Hier erlebte er die Gründung des koreanischen Kaiserreichs 1897. Anstelle des eigentlich vorgesehenen Konsuls Ferdinand Krien übernahm Reinsdorf im Dezember 1898 die Geschäfte in Seoul und übergab sie im April 1900 an Heinrich Weipert.

## Konsul auf Taiwan und Vietnam
Reinsdorf selbst wechselte zeitgleich als Konsul nach Tamsui-Twatuia und hatte auf Taiwan ab Mai 1900 die konsularische Leitung inne. Nach sieben Jahren seiner Amtszeit auf der Insel erhielt er im März 1907 seine Versetzung an das Konsulat nach Tschifu und im Folgejahr nach Shimonoseki. Hier verblieb er als Geschäftsträger bis Sommer 1911 und wechselte von dort an das Konsulat nach Saigon. Auch hier hatte er die Leitung mehrere Jahre inne und musste im August 1914 wegen des Beginns des Ersten Weltkrieges die Mission schließen. Noch im gleichen Jahr wurde er in den zeitweiligen Ruhestand versetzt und kehrte 1915 nach Deutschland zurück. Hier übernahm er im Spätsommer 1916 im Berliner Telegrafenamt die Zensurstelle bis zum Zerfall des deutschen Kaiserreiches. Da er seit 1919 ohne Verwendung war, hatte sich Reinsdorf aus dem beruflichen Leben zurückgezogen, heiratete 1921 und aus der Ehe gingen drei Kinder hervor. Erst 1923 wurde er endgültig in den Ruhestand versetzt.
Im April 1932 verstarb Felix Reinsdorf im erzgebirgischen Bärenfels.